# Sinodo dei vescovi
(Papa Giovanni Paolo II)
Il Sinodo dei vescovi è un'istituzione permanente del Collegio episcopale della Chiesa cattolica. Fu istituito da papa Paolo VI il 15 settembre 1965 in risposta al desiderio dei padri del Concilio Vaticano II per mantenere viva l'esperienza dello stesso Concilio. Il documento con cui fu istituito il Sinodo è la lettera apostolica in forma di Motu proprio Apostolica sollicitudo. Il sinodo è un'assemblea dei rappresentanti dell'episcopato cattolico che ha il compito di aiutare con i suoi consigli il papa nel governo della Chiesa universale.

## Funzionamento
Il Sinodo dei vescovi è regolamentato dal Codice di diritto canonico nei can. 342-348. La sua attività è sempre convocata, presieduta e conclusa dal Romano Pontefice .
I documenti specifici che definiscono la natura e regolano il funzionamento del Sinodo dei vescovi sono la costituzione apostolica Episcopalis communio, promulgata da papa Francesco il 15 settembre 2018, e l'Istruzione sulla celebrazione delle Assemblee Sinodali e sull'attività della Segreteria Generale del Sinodo dei Vescovi, emanata dalla Segreteria generale del Sinodo dei vescovi il 1º ottobre 2018.
L'organismo tratta materie prevalentemente pastorali.

### Membri
Sono membri effettivi del Sinodo dei Vescovi coloro che, appartenendo al Collegio episcopale in forza della consacrazione sacramentale e della piena comunione con la Chiesa cattolica, sono stati eletti dai loro confratelli, oppure sono stati nominati direttamente dal Papa. Al sinodo possono anche partecipare dei non vescovi, invitati a motivo dalle proprie competenze o per altre ragioni di opportunità: il loro ruolo all'interno del sinodo viene in questo caso definito volta per volta.

### Convocazioni
Il Sinodo si riunisce in tre forme:
1. assemblea generale ordinaria: un'ampia rappresentanza di vescovi da tutto il mondo si riunisce con cadenza periodica (attualmente ogni tre anni) per discutere questioni di interesse generale;
2. assemblea generale straordinaria: una più stretta rappresentanza di vescovi da tutto il mondo si riunisce all'occorrenza per discutere questioni urgenti di interesse generale;
3. assemblea speciale: un'ampia rappresentanza di vescovi appartenenti ad una specifica area geografica si riunisce all'occorrenza per discutere questioni relative alla propria area.

Il papa può convocare un'Assemblea sinodale secondo altre modalità da lui stesso stabilite, in particolare per ragioni di natura ecumenica.

### Competenze
Il Sinodo esprime pareri e voti in forma consultiva, mai deliberativa. Tuttavia di norma il Papa prende spunto dal documento conclusivo del Sinodo per pubblicare una esortazione apostolica post-sinodale, ovvero un documento magisteriale che propone a tutta la Chiesa la riflessione svolta dal Sinodo.

## Assemblee e svolgimento
Dalla sua istituzione si sono svolte le seguenti assemblee, alcune delle quali sono state precedute da "Simposi presinodali":
| Assemblea                                       | Tema | Periodo                                                       | Esortazione apostolica post-sinodale              | Relatore                                                      | Presidenti delegati |
| ----------------------------------------------- | --- | ------------------------------------------------------------- | ------------------------------------------------- | ------------------------------------------------------------- | --- |
| I assemblea generale ordinaria                  | La preservazione e il rafforzamento della fede cattolica, la sua integrità, il suo vigore, il suo sviluppo, la sua coerenza dottrinale e storica.                        | 29 settembre- 29 ottobre 1967                                 |                                                   |                                                               | - Pericle Felici - Michael Browne - Gabriel-Marie Garrone - Paolo Marella - Giacomo Lercaro |
| I assemblea generale straordinaria              | Le Conferenze Episcopali e la collegialità dei vescovi. | 11-28 ottobre 1969                                            |                                                   |                                                               | |
| II assemblea generale ordinaria                 | Il sacerdozio ministeriale e la giustizia nel mondo | 30 settembre- 6 novembre 1971                                 |                                                   |                                                               | - Léon-Étienne Duval - Pablo Muñoz Vega - John Joseph Wright |
| III assemblea generale ordinaria                | L'evangelizzazione nel mondo moderno | 27 settembre- 26 ottobre 1974                                 | Evangelii nuntiandi (8 dicembre 1975)             |                                                               | - Franz König - Juan Landázuri Ricketts - Paul Zoungrana |
| IV assemblea generale ordinaria                 | La catechesi nel nostro tempo | 30 settembre- 29 ottobre 1977                                 | Catechesi tradendae (16 ottobre 1979)             | Aloísio Leo Arlindo Lorscheider                               | - Sebastiano Baggio - António Ribeiro - Hyacinthe Thiandoum |
| Assemblea speciale per i Paesi Bassi            | La situazione pastorale nei Paesi Bassi | 14-31 gennaio 1980                                            |                                                   |                                                               | - Johannes Willebrands - Godfried Danneels |
| V assemblea generale ordinaria                  | La famiglia cristiana | 26 settembre- 25 ottobre 1980                                 | Familiaris consortio (22 novembre 1981)           | Joseph Ratzinger                                              | - Raúl Primatesta - Lawrence Trevor Picachy - Bernardin Gantin |
| VI assemblea generale ordinaria                 | La penitenza e la riconciliazione nella missione della Chiesa | 29 settembre- 29 ottobre 1983                                 | Reconciliatio et paenitentia (15 agosto 1984)     |                                                               | |
| II assemblea generale straordinaria             | XX anniversario della conclusione del Concilio Vaticano II | 24 novembre- 8 dicembre 1985                                  |                                                   |                                                               | |
| VII assemblea generale ordinaria                | La vocazione e la missione dei laici nella Chiesa e nel mondo | 1°-30 ottobre 1987                                            | Christifideles laici (30 dicembre 1988)           | Hyacinthe Thiandoum                                           | - Eduardo Francisco Pironio - Joseph-Marie Trinh van-Can - Myroslav Ivan Lubachivsky |
| VIII assemblea generale ordinaria               | La formazione dei sacerdoti nelle circostanze attuali | 30 settembre- 28 ottobre 1990                                 | Pastores dabo vobis (25 marzo 1992)               | Lucas Moreira Neves                                           | - Simon Ignatius Pimenta - Christian Wiyghan Tumi - Antonio Innocenti |
| I assemblea speciale per l'Europa               | Siamo testimoni di Cristo che ci ha liberato | 28 novembre- 14 dicembre 1991                                 |                                                   |                                                               | - Jean-Marie Lustiger - Józef Glemp - Eduardo Martínez Somalo |
| I assemblea speciale per l'Africa               | La Chiesa in Africa e la sua missione evangelizzatrice verso l'anno 2000: "Sarete miei testimoni" (At 1, 8)                                                              | 10 aprile- 8 maggio 1994                                      | Ecclesia in Africa (14 settembre 1995)            |                                                               | |
| IX assemblea generale ordinaria                 | La vita consacrata e la sua missione nella Chiesa e nel mondo | 2-9 ottobre 1994                                              | Vita consecrata (25 marzo 1996)                   |                                                               | |
| Assemblea speciale per il Libano                | Cristo è la nostra speranza, rinnovati dal suo spirito, solidali testimoniamo il suo amore                                                                               | 26 novembre- 14 dicembre 1995                                 | Una speranza nuova per il Libano (10 maggio 1997) |                                                               | |
| I assemblea speciale per l'America              | Incontro con Gesù Cristo vivo: il cammino per la conversione, la comunione e la solidarietà in America                                                                   | 12 novembre- 12 dicembre 1997                                 | Ecclesia in America (22 gennaio 1999)             |                                                               | |
| I assemblea speciale per l'Asia                 | Gesù Cristo il Salvatore e la sua missione di amore e servizio in Asia: "Io sono venuto perché abbiano la vita e l’abbiano in abbondanza" (Gv 10, 10)                    | 19 aprile- 14 maggio 1998                                     | Ecclesia in Asia (6 novembre 1999)                |                                                               | |
| I assemblea speciale per l'Oceania              | Gesù Cristo: seguire la sua Via, proclamare la sua Verità, vivere la sua Vita: una chiamata per i popoli dell'Oceania                                                    | 22 novembre- 12 dicembre 1998                                 | Ecclesia in Oceania (22 novembre 2001)            |                                                               | - Pio Taofinu'u - Edward Idris Cassidy - Thomas Stafford Williams |
| II assemblea speciale per l'Europa              | Gesù Cristo, vivente nella sua Chiesa, sorgente di speranza per l'Europa                                                                                                 | 1°-23 ottobre 1999                                            | Ecclesia in Europa (28 giugno 2003)               | Antonio María Rouco Varela                                    | - Franciszek Macharski - Joachim Meisner - Paul Poupard |
| X assemblea generale ordinaria                  | Il Vescovo: Servitore del Vangelo di Gesù Cristo per la speranza del mondo                                                                                               | 30 settembre- 6 novembre 2001                                 | Pastores gregis (16 ottobre 2003)                 | Edward Michael Egan Jorge Mario Bergoglio (relatore aggiunto) | - Giovanni Battista Re - Bernard Agré - Ivan Dias |
| XI assemblea generale ordinaria                 | L'Eucaristia: fonte e culmine della vita e della missione della Chiesa                                                                                                   | 2-23 ottobre 2005                                             | Sacramentum caritatis (22 febbraio 2007)          | Angelo Scola                                                  | - Francis Arinze - Juan Sandoval Íñiguez - Telesphore Placidus Toppo |
| XII assemblea generale ordinaria                | La Parola di Dio nella vita e nella missione della Chiesa | 5-26 ottobre 2008                                             | Verbum Domini (30 settembre 2010)                 | Marc Ouellet                                                  | - William Joseph Levada - George Pell - Odilo Pedro Scherer |
| II assemblea speciale per l'Africa              | La Chiesa in Africa a servizio della riconciliazione, della giustizia e della pace. "Voi siete il sale della terra... Voi siete la luce del mondo" (Mt 5, 13.14)         | 4-25 ottobre 2009                                             | Africae munus (19 novembre 2011)                  | Peter Turkson                                                 | - Francis Arinze - Théodore-Adrien Sarr - Wilfrid Fox Napier |
| Assemblea speciale per il Medio Oriente         | La Chiesa Cattolica nel Medio Oriente: Comunione e testimonianza. "La moltitudine di coloro che erano diventati credenti aveva un cuore solo e un'anima sola" (At 4, 32) | 10-24 ottobre 2010                                            | Ecclesia in Medio Oriente (14 settembre 2012)     | Antonio Naguib                                                | - Nasrallah Pierre Sfeir - Emmanuel III Delly - Leonardo Sandri - Ignace Joseph III Younan |
| XIII assemblea generale ordinaria               | La nuova evangelizzazione per la trasmissione della fede cristiana | 7-28 ottobre 2012                                             | Evangelii gaudium (24 novembre 2013)              | Donald William Wuerl                                          | - John Tong Hon - Francisco Robles Ortega - Laurent Monsengwo Pasinya |
| III assemblea generale straordinaria            | Le sfide pastorali della famiglia nel contesto dell'evangelizzazione | 5-19 ottobre 2014                                             |                                                   | Péter Erdő                                                    | - André Vingt-Trois - Luis Antonio Tagle - Raymundo Damasceno Assis |
| XIV assemblea generale ordinaria                | La vocazione e la missione della famiglia nella Chiesa e nel mondo contemporaneo                                                                                         | 4-25 ottobre 2015                                             | Amoris laetitia (19 marzo 2016)                   | Péter Erdő                                                    | - André Vingt-Trois - Luis Antonio Tagle - Raymundo Damasceno Assis - Wilfrid Fox Napier |
| XV assemblea generale ordinaria                 | I giovani, la fede e il discernimento vocazionale | 3-28 ottobre 2018                                             | Christus vivit (25 marzo 2019)                    | Sérgio da Rocha                                               | - Louis Raphaël I Sako - Désiré Tsarahazana - Charles Maung Bo - John Ribat |
| Assemblea speciale per la regione panamazzonica | Amazzonia: nuovi cammini per la Chiesa e per una ecologia integrale | 6-27 ottobre 2019                                             | Querida Amazonia (2020)                           | Cláudio Hummes                                                | - Baltazar Enrique Porras Cardozo - Pedro Ricardo Barreto Jimeno - João Braz de Aviz |
| XVI assemblea generale ordinaria                | Per una Chiesa sinodale: comunione, partecipazione e missione | I sessione: 4-29 ottobre 2023; II sessione: 2-27 ottobre 2024 |                                                   | Jean-Claude Hollerich                                         | - Ibrahim Sidrak - Carlos Aguiar Retes - Luis Gerardo Cabrera Herrera - Timothy John Costelloe - Daniel Ernest Flores - Lúcio Andrice Muandula - Giuseppe Bonfrate - Maria de los Dolores Palencia - Momoko Nishimura |

Il sinodo è un organo consultivo: esso si conclude con un elenco di proposte e riflessioni consegnate dai padri sinodali al romano pontefice. Il romano pontefice può però conferire ad un'Assemblea del Sinodo potestà deliberativa; in quel caso il Documento finale dell'Assemblea, se promulgato dal papa, partecipa del Magistero ordinario del Successore di Pietro.
Generalmente lo svolgimento dell'Assemblea è preceduto dalla redazione da parte della segreteria del Sinodo dei Vescovi dei Lineamenta, si tratta di un documento preparatorio in cui vengono delineati i temi da affrontare nell'Assemblea, secondo le richieste dei vescovi di tutto il mondo.
Le successive osservazioni dei vescovi vengono recepite in un altro documento preparatorio, chiamato Instrumentum laboris, sempre formulato a cura della segreteria del Sinodo.
Dopo lo svolgimento dell'Assemblea, il papa solitamente trae spunto dagli argomenti trattati e gli conferisce organica sistemazione promulgando un'Esortazione apostolica postsinodale.

### Fasi dell'Assemblea sinodale secondoEpiscopalis communio
La costituzione apostolica Episcopalis communio ha definito più nel dettaglio lo svolgimento di ciascuna Assemblea del Sinodo, articolato in una fase preparatoria, in quella celebrativa e in una fase attuativa. Inoltre tale documento specifica che l'Assemblea del Sinodo può svolgersi in più periodi a discrezione del romano pontefice; i tempi intermedi tra i periodi servono per approfondire il tema o sviluppare riflessioni su alcuni aspetti particolari emersi dai lavori assembleari.
La fase preparatoria è avviata al momento dell'indizione del Sinodo da parte del papa e diretta dalla Segreteria generale del Sinodo dei vescovi. Questa fase prevede la più ampia consultazione del Popolo di Dio, sia tramite le conferenze episcopali e le chiese locali, sia attraverso questionari o altre modalità che possano coinvolgere direttamente i fedeli (singoli e aggregati). Possono essere coinvolti nell'analisi del tema anche Istituti di studi superiori ed è prevista la possibilità che la Segreteria generale del Sinodo convochi una Riunione presinodale, con la partecipazione di fedeli laici che possano portare il loro contributo alla discussione. Scopo di tale consultazione è approfondire il tema scelto e preparare dei documenti introduttivi per l'Assemblea del Sinodo; quest'ultimo compito è affidato ad una specifica Commissione preparatoria, nominata e presieduta dal Segretario generale.
La fase celebrativa inizia e si conclude con una concelebrazione eucaristica presieduta dal papa insieme coi padri sinodali. Si articola in congregazioni generali e circoli minori che affrontano in diverse sessioni le tematiche e preparano il documento finale. Pur essendo presieduta dal papa, prima dell'apertura dell'Assemblea sinodale, sono da lui nominati alcuni Presidenti delegati per dirigere i lavori; inoltre il pontefice nomina un Relatore generale, coadiuvato da un Segretario speciale, che coordina la discussione sul tema dell’Assemblea del Sinodo e l’elaborazione di eventuali documenti da sottoporre alla medesima Assemblea. Il Documento finale dell'Assemblea, una volta approvato, è consegnato al Pontefice che decide della sua pubblicazione; in caso di approvazione da parte del papa, o se al sinodo è stata da lui concessa potestà deliberativa, il Documento finale partecipa del Magistero ordinario del Successore di Pietro.
La fase attuativa vede l'accoglienza e l'attuazione degli orientamenti sinodali da parte delle Conferenze episcopali e delle Chiese locali. Questa fase è coordinata dalla Segreteria generale del Sinodo che può emanare documenti applicativi, in accordo con il Dicastero competente della Curia romana. Se necessario, può essere anche nominata dalla Segreteria generale del Sinodo una Commissione per l'attuazione, formata da esperti.

## Cronotassi

### Presidenti
- Papa Paolo VI † (15 settembre 1965 - 6 agosto 1978 deceduto)
- Papa Giovanni Paolo I † (26 agosto 1978 - 28 settembre 1978 deceduto)
- Papa Giovanni Paolo II † (16 ottobre 1978 - 2 aprile 2005 deceduto)
- Papa Benedetto XVI † (19 aprile 2005 - 28 febbraio 2013 dimesso)
- Papa Francesco † (13 marzo 2013 - 21 aprile 2025 deceduto)
- Papa Leone XIV, dall'8 maggio 2025

### Segretari generali
- Cardinale Władysław Rubin † (27 febbraio 1967 - 12 luglio 1979 dimesso)
- Arcivescovo Jozef Tomko † (12 luglio 1979 - 24 aprile 1985 nominato pro-prefetto della Congregazione per l'evangelizzazione dei popoli)
- Cardinale Jan Pieter Schotte † (24 aprile 1985 - 11 febbraio 2004 ritirato)
- Arcivescovo Nikola Eterović (11 febbraio 2004 - 21 settembre 2013 nominato nunzio apostolico in Germania)
- Cardinale Lorenzo Baldisseri (21 settembre 2013 - 15 settembre 2020 ritirato)
- Cardinale Mario Grech, dal 15 settembre 2020

Pro-segretari generali
- Vescovo Mario Grech (2 ottobre 2019 - 15 settembre 2020 nominato segretario generale)

### Sottosegretari
- Monsignore Edmond Y. Farhat † (18 gennaio 1984 - 26 agosto 1989 nominato pro-nunzio apostolico in Algeria e Tunisia e delegato apostolico in Libia)
- Monsignore Fortunato Frezza (23 giugno 1997 - 6 febbraio 2014 cessato)
- Vescovo Fabio Fabene (8 febbraio 2014 - 18 gennaio 2021 nominato segretario della Congregazione delle cause dei santi)
- Vescovo Luis Marín de San Martín, O.S.A., dal 6 febbraio 2021
- Suor Nathalie Becquart, Xavière, dal 6 febbraio 2021